# Валлеротонда
Валлеротонда (итал. Vallerotonda) — коммуна в Италии, располагается в регионе Лацио, подчиняется административному центру Фрозиноне.
Население составляет 1854 человека, плотность населения составляет 31 чел./км². Занимает площадь 59 км². Почтовый индекс — 03040. Телефонный код — 0776.
Покровителями коммуны почитают святых Иоанна и Павла, мучеников Римских, празднование 26 июня.